# Хлорофилл c2
Хлорофилл c2 — наиболее распространенная форма хлорофиллов с. Присутствует в качестве дополнительного пигмента почти у всех фотосинтезирующих хромальвеолят ("хромист"), за исключением эустигматофитовых и синурофитовых .
Максимумы его поглощения — 447, 580, 627 нм и 450, 581, 629 нм в диэтиловом эфире и ацетоне соответственно.